# Шмидт, Лазарь Юрьевич
Лазарь Юрьевич Шмидт (1896—1952) — советский партийный деятель, журналист.
В 1914—1917 член партии эсеров (всё это время провёл в ссылке в Нарымском крае), с февраля 1917 по июнь-июль 1919 левый эсер. В 1917 работал в Союзе кооператоров в Киеве и в эсеровской газете «Борьба». В январе-марте 1918 сотрудник газеты «Знамя труда», секретарь издательства ЦК партии эсеров. Затем в Смоленске, Киеве (секретарь редакции «Известий ВЦИК Украины»), Омске (где в январе 1920 вступил в РКП(б)). В 1920—1921 секретарь редакции и член редколлегии газеты «Советская Сибирь».
В июле-октябре 1921 референт Иностранного отдела ВЧК. С ноября 1921 по апрель 1931 зав. отделом литературы, искусства и библиографии газеты «Правда», ответственный секретарь и член редколлегии журнала «Прожектор». С июня 1930 по декабрь 1931 зам. ответственного редактора газеты «Рабочая Москва».
С 1929 член Правления Московского отделения Всероссийского союза писателей (в этом качестве был одним из основных организаторов кампании против Пильняка и Замятина). В январе-мае 1932 редактор издательства «Федерация», а после его преобразования в издательство «Советская литература» занял там посты главного редактора, заместителя председателя правления и председателя редакционного совета.
С октября 1933 по июнь 1936 работал в Нижегородском крайкоме (инструктор, зам. зав. отделом культуры и пропаганды, зав. отделом печати и издательств). Затем вернулся в Москву для работы в Отделе печати ЦК ВКП(б), но в октябре 1936 исключён из партии за членство в троцкистской организации. 10 февраля 1950 осуждён на 10 лет. Умер в Абезьском ИТЛ.